# Antipalpus reginae
Antipalpus reginae är en tvåvingeart som beskrevs av Moucha och Hradsky 1966. Antipalpus reginae ingår i släktet Antipalpus och familjen rovflugor. Inga underarter finns listade i Catalogue of Life.